# In context learning
L'In-context learning (apprendimento contestuale in italiano) è una capacità dei modelli linguistici avanzati, come i transformer, di apprendere rapidamente nuovi compiti basandosi esclusivamente sul contesto fornito nel prompt, senza necessità di ulteriori aggiornamenti dei parametri interni del modello (fine-tuning). Questa forma di apprendimento è emersa chiaramente con l’introduzione di modelli come GPT-3, dove pochi esempi forniti nel testo in ingresso consentono al modello di generalizzare e risolvere compiti specifici in modalità few-shot (pochi esempi) o addirittura zero-shot (nessun esempio).

## Funzionamento
Nel contesto dell’In-context learning, il modello linguistico utilizza gli esempi contenuti nel prompt per inferire implicitamente le regole o i pattern necessari per svolgere il compito richiesto. Ad esempio, fornendo al modello alcune frasi tradotte in lingue diverse, esso può apprendere rapidamente a tradurre nuove frasi senza aver ricevuto un addestramento specifico su quella particolare coppia linguistica.

## Rilevanza
L’In-context learning è rilevante perché imita la capacità umana di apprendere rapidamente da pochi esempi, permettendo ai modelli di essere flessibili e adattabili. Ciò consente l’applicazione dei modelli linguistici a una varietà di compiti diversi senza la necessità di dataset estesi e specificamente etichettati, risparmiando risorse e tempo.

## Sfide e limiti
Nonostante i benefici, l’In-context learning presenta sfide importanti. Una delle principali è la sensibilità al prompt: piccole modifiche nella formulazione degli esempi possono significativamente alterare le risposte generate dal modello. Inoltre, la capacità di generalizzazione non è sempre garantita, e i modelli possono fallire in compiti che richiedono ragionamenti complessi o conoscenze approfondite non esplicitamente presenti nel prompt fornito. Infine, i modelli sono spesso limitati dalla dimensione della finestra di contesto, che definisce quante informazioni possono essere elaborate contemporaneamente.
Pertanto, l’In-context learning rappresenta un importante passo avanti verso modelli linguistici più versatili, ma la comprensione completa del suo funzionamento e delle sue limitazioni rimane una sfida aperta nella ricerca contemporanea.